# Shining (近藤真彦のアルバム)
『Shining』（シャイニング）は近藤真彦の6枚目のオリジナル・アルバム。1984年8月1日に発売された。発売元はRVC。

## 概要
オリコンチャート発表の売上枚数は11.0万枚。
近藤の歌手デビュー時、1980年から所属したレコードレーベルであるRVCからリリースされた最後のオリジナル・アルバム。
前々作からのアルバム・タイトル、進行形三部作（～ing）が本作で終了。
CDがリリースされているが、プレス枚数僅少の為、市場には殆ど出回っていない。

## 収録曲
- SIDE 1

1. 迷える狼（ストレイ・ウルフ）
作詞：森雪之丞／作曲・編曲：馬飼野康二
2. ハート・ブレイカー
作詞：康珍化／作曲：鈴木キサブロー／編曲：戸塚修
3. そしてSeptember
作詞：ちあき哲也／作曲・編曲：馬飼野康二
4. 夕凪メモリー
作詞：安藤芳彦／作曲・編曲：芳野藤丸
5. キッスで眠れ
作詞：小林和子／作曲・編曲：馬飼野康二

- SIDE 2

1. 野良犬ダンディズム
作詞：安藤芳彦／作曲：亀井登志夫／編曲：中村哲
2. 思い出のフリーウェイ
作詞：売野雅勇／作曲：John Stanley／編曲：戸塚修
3. シュガーボーイの憂ウツ
作詞：売野雅勇／作曲：小田裕一郎／編曲：船山基紀
4. バラード20
作詞：小林和子／作曲：Alan O'Day・Stanfield Major／編曲：中村哲
5. スローなキッスをもう一度
作詞：康珍化／作曲・編曲：馬飼野康二
6. 遠いよBaby
作詞：大津あきら／作曲：鈴木キサブロー／編曲：馬飼野康二